# Vogelensangh

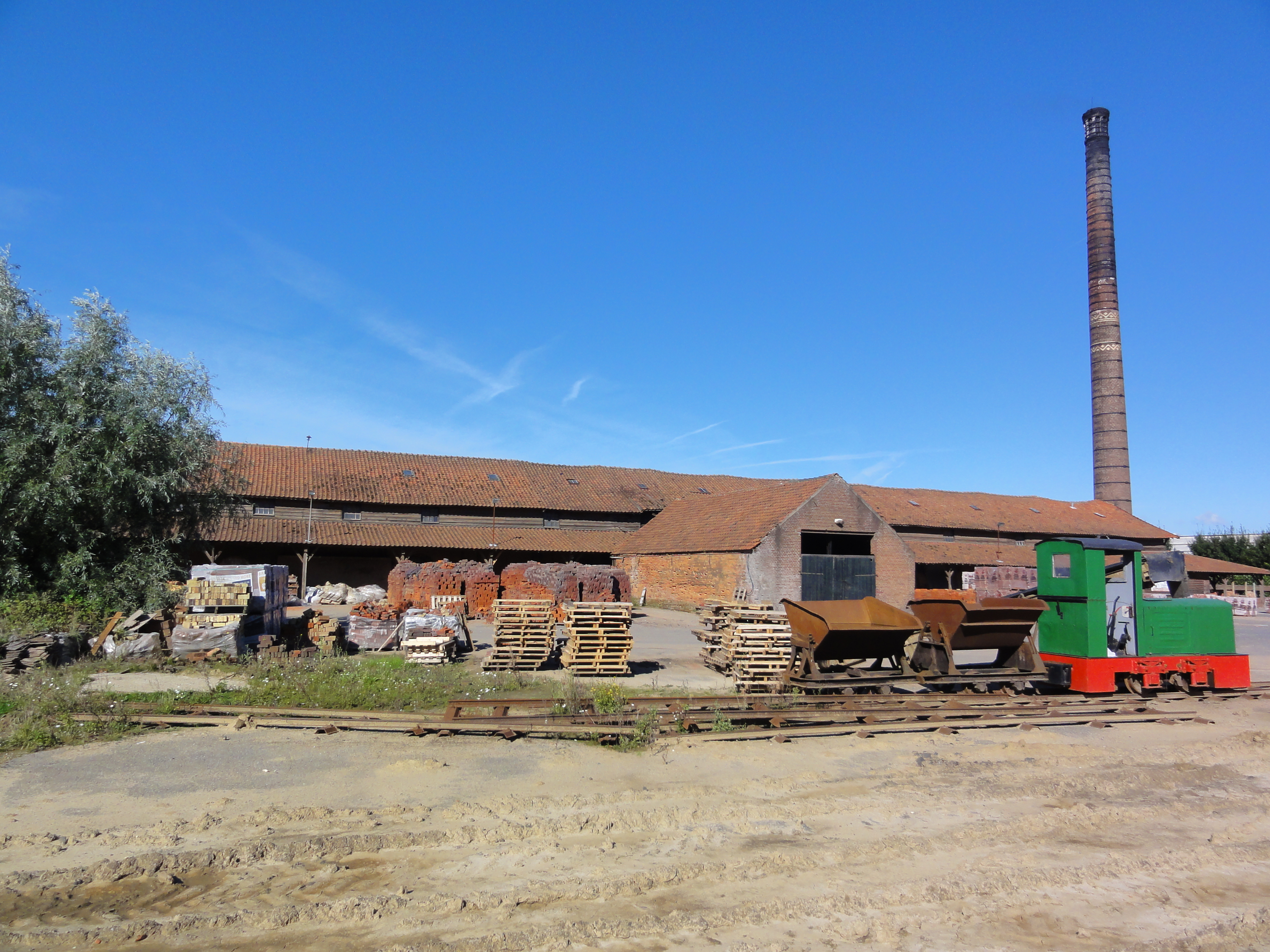
Steenfabriek Vogelensangh

Vogelensangh is een steenfabriek in Deest, in de Nederlandse gemeente Druten. De fabriek heeft de enige nog werkende ringoven in Nederland.

## Geschiedenis
De fabriek werd gebouwd in 1918-1919 en bestaat uit een persgebouw, een kolengestookte ringoven en drooggebouwen. In 1924 krijgt de fabriek een elektriciteitsaansluiting en wordt de tot dan toe gebruikte stoommachine verwijderd. In 1926 komt de fabriek door de overstroming van dat jaar na een dijkbreuk onder water te staan. In 1934 wordt een excavateur voor de kleiwinning gekocht en smalspoor aangelegd van de kleiputten naar de fabriek. Ook wordt er een loods gebouwd om de kolen droog te kunnen bewaren. Tijdens de Tweede Wereldoorlog komt de fabriek stil te liggen en wordt het smalspoor door de bezetter gevorderd. Aan het einde van de oorlog komt de fabriek in de vuurlinie te liggen, maar deze wordt slechts licht beschadigd. Na de oorlog is er veel vraag naar bouwmaterialen en draait de fabriek op volle toeren. In 1963 wordt een drooggebouw met werkruimte gebouwd, zodat de stenen niet meer in de wind hoeven te worden gedroogd; het droogproces duurt nu nog maar 1 in plaats van 10 weken. Een jaar later volgt een tweede drooggebouw. Na meer dan 50 jaar stopt de fabriek met het met de hand vormen van de bakstenen: dit gebeurt voortaan machinaal. Intussen zijn diverse steenfabrieken overgestapt op de veel efficiëntere tunneloven. In 1978 en 1981 worden respectievelijk 6 en 4 nieuwe ovenkamers aangebouwd om de productie te verhogen, maar uiteindelijk kan de fabriek de concurrentie niet aan en eind 1987 wordt de fabriek gesloten. In 1988 krijgt de steenovenbaas van zijn voormalige werkgever gedaan dat hij de fabriek voor 10 jaar mag huren om te bewijzen dat deze winstgevend kan draaien. In 1995 wordt het Gelderse rivierengebied geëvacueerd vanwege de hoge waterstand van de rivieren. De stokers van de fabriek mogen toch het gebied in om het vuur in de oven brandende te houden. In 2002 wordt de fabriek vanwege de cultuurhistorische, architectuurhistorische en stedenbouwkundige waarde een rijksmonument. In 2012 wordt begonnen met de restauratie van de fabriek en in 2013 wordt Stichting Restauratie en Educatie Steenfabriek Vogelensangh opgericht met als doel de oude steenfabriek geheel in volle glorie te herstellen.

## Baksteenfabricage
In het persgebouw wordt de klei in een kleimolen gemengd, waarna deze in steenvorm wordt geperst. In de drooggebouwen worden de vormelingen met de warme lucht uit de oven gedroogd, waarna ze in de ringoven gebakken worden. In tien tot veertien dagen gaat het stookvuur kamer voor kamer rond. Als ze voldoende zijn afgekoeld worden de stenen uit de oven gehaald en op kleur gesorteerd. De stenen die het dichtst bij het vuur stonden hebben een blauwere kleur, terwijl de verder van het vuur verwijderde stenen rood kleuren. De fabriek levert bakstenen in vele formaten en kleurschakeringen, waardoor deze veel worden gebruikt bij restauraties van oude gebouwen.